# Wolfgang Wagner (Medienmanager)
Wolfgang Wagner (* 14. Oktober 1959 in Sargenroth) ist ein deutscher Elektrotechniker und ehemaliger Medienmanager. Er war von 2013 bis 2023 Produktionsdirektor des WDR.

## Leben
Wagner studierte von 1980 bis 1985 Elektrotechnik mit der Fachrichtung Nachrichtentechnik an der Universität Karlsruhe, das Studium schloss er als Diplomingenieur ab. Anschließend arbeitete er bis 1987 bei der Robert Bosch GmbH, wo er Fertigungsleitsysteme für Industrieanlagen entwickelte.
1987 wechselte Wagner in den technischen Bereich des ZDF. Nachdem er dort zuvor mehrere leitende Funktionen übernommen hatte, wurde er im Januar 2004 zum Leiter des Geschäftsbereiches Informations- und Systemtechnologie berufen. Damit verantwortete Wagner die komplette IT des Fernsehsenders inklusive Telekommunikationstechnik und der Sicherstellung der Programmverbreitung. Daneben vertrat er das ZDF in mehreren Gremien.
Am 20. Dezember 2012 wählte ihn der WDR-Rundfunkrat auf Vorschlag von Intendantin Monika Piel als Nachfolger Heinz-Joachim Webers zum neuen Direktor Produktion und Technik des Kölner Senders. Wagner trat sein neues Amt zum 1. April 2013 an. Neben der IT verantwortete er hier auch die Produktions- und Sendetechnik sowie die Koordination von Außenübertragungen. Zu Wagners wichtigsten Zielen gehört laut WDR die zunehmende Programmverbreitung auf neuen technischen Kanälen. Er ist Mitglied in der Produktions- und Technikkommission von ARD und ZDF. Am 28. April 2017 wurde Wagner vom WDR-Rundfunkrat für eine weitere Amtszeit von April 2018 bis März 2023 wiedergewählt.
Zum 31. März 2023 ging Wagner in den Ruhestand.
Wolfgang Wagner ist verheiratet und hat zwei Kinder.